# Julius Wentscher junior
Gottlieb Julius Wentscher (auch: Julius Wentcher; * 13. August 1881 in Königsberg (Preußen); † 18. August 1961 in Armadale, Melbourne, Australien) war ein deutsch-australischer Maler.

## Leben
Julius Wentscher wurde 1881 als Sohn des gleichnamigen Landschaftsmalers Julius Wentscher in Königsberg geboren. Er machte 1899 sein Abitur am Joachimsthalschen Gymnasium in Berlin. Seine künstlerische Ausbildung erhielt er bei seinem Vater und an der Académie Julian in Paris.
Im Jahr 1914 heiratete er die Bildhauerin Tina Haim (1887–1974). Nach dem Kriegsdienst im Ersten Weltkrieg war er wieder in Berlin ansässig und wurde ab 1918 in den Adressbüchern als Kunstmaler geführt. Ab 1921 unternahm das Paar gemeinsame Studienreisen nach Griechenland, Italien, Ägypten und 1931/32 eine längere Reise nach Bali und Java. 1933 entschieden sie sich auf Anraten von Käthe Kollwitz, mit der Tina Haim befreundet war, wegen der sich verschlechternden Situation für Juden nicht mehr nach Deutschland zurückzukehren. Es folgten Aufenthalte in China (1932/33) und erneut Indonesien (1933/34) sowie in den Ländern Indochinas, etwa 1935/36 in Siam und Kambodscha, 1936/37 in Singapur und 1936/40 in Malaysia.
Mit Ausbruch des Zweiten Weltkrieges wurde das Paar 1940 als Enemy Alien nach Australien deportiert, wo sie zunächst bis 1942 in Tatura, Victoria interniert waren. Nach ihrer Entlassung ließen sie sich in Melbourne nieder, erhielten 1946 die australische Staatsbürgerschaft und anglisierten ihren Namen zu „Wentcher“. Julius Wentcher verstarb 1961. Seine Werke waren vorwiegend Landschaften, die Darstellung von Pferden und Porträts, ab der Zeit in Fernost auch im Stil der dortigen Kultur.
Julius Wentscher gestaltete gemeinsam mit seiner Frau für die Empire-Exhibition 1938 in Glasgow die künstlerische Ausstattung des malaysischen Pavillons in Form von zehn Dioramen mit lebensgroßen Kunststeinfiguren vor Landschaftsbildern.

## Werke (Auswahl)
- Abendlich beleuchtete Erntelandschaft, Öl/Karton, 1912
- Preußische Kavallerieattacke bei Mars-la-Tour, 1870, Öl/Leinwand, 1914
- Blick auf den Hafen von Heraklion, Kreta, 1927[7]
- Mädchenporträt Bali, Mischtechnik/Reispapier, 1934
- Balinesische Marionettenspieler, Tuschezeichnung auf Japanpapier, 1936